# Costus chrysocephalus
Costus chrysocephalus är en enhjärtbladig växtart som beskrevs av Karl Moritz Schumann. Costus chrysocephalus ingår i släktet Costus och familjen Costaceae.
Artens utbredningsområde är Små Sundaöarna. Inga underarter finns listade.